# Song Suk-woo
Song Suk-woo (Koreaans: 송석우) (Seoel, 1 maart 1983) is een Zuid-Koreaans shorttracker.

## Carrière
Tijdens de Olympische Winterspelen van Turijn won hij met het Zuid-Koreaanse aflossingsteam (Lee, Seo, Ahn, Song) goud op de 5000 meter aflossing. Op het wereldkampioenschap werd hij in 2003 derde en in 2004 tweede. Bij het toernooi in Göteborg in 2004 won hij wel de titel op de 500 meter. Op het wereldkampioenschap shorttrack 2006 (teams) won hij met zijn landgenoten de titel.
1992: Kim, Lee, Mo, Song ·
1994: Carnino, Fagone, Herrnhof, Vuillermin ·
1998: Bédard, Campbell, Drolet, Gagnon ·
2002: Bédard, Gagnon, Guilmette, Tremblay, Turcotte ·
2006: Ahn, Lee, Seo, Song ·
2010: Bastille, Ch. Hamelin, F. Hamelin, Jean, Tremblay ·
2014: An, Grigorev, Jelistratov, Zacharov ·
2018: S. Liu, S.S. Liu, Knoch, Burján ·
2022: Ch. Hamelin, Dubois, Pierre-Gilles, Dion
- International Standard Name Identifier: 0000 0004 7248 5748
- Virtual International Authority File: 114154590163443081652